# Antropometrie

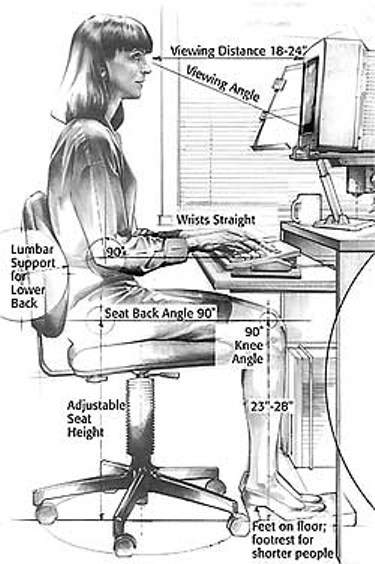
Antropometria încearcă să optimizeze interacţiunea oamenilor cu instrumentele şi echipamentele de lucru.

Antropometria (din limba greacă: ἄνθρωπος anthropos, „om” și μέτρον metron, „măsură”) este o metodă de studiu ce se ocupă cu măsurarea diferitelor părți ale corpului omenesc și a raportului dintre acestea. 
```
Astfel, sunt măsurate talia, înălțimea trunchiului, lungimea membrelor, craniul, etc.
[
2
]
  Studiile care au caracter comparativ sunt realizate între indivizii de sexe, vârste și rase diferite, astfel încât să se determine diferența dintre dezvoltarea normală și anormală.
[
3
]
 În medicina judiciară, antropometria este importantă deoarece servește la identificarea personalității unui individ.
[
4
]
```

În prezent, antropometria joacă un rol important în designul industrial , designul vestimentației, ergonomie și arhitectură, domenii în care datele statistice asupra distribuției dimensiunilor corpului uman în populație sunt utilizate pentru a optimiza produsele.